# Всесоюзная ассоциация работников науки и техники для содействия социалистическому строительству в СССР
Всесоюзная ассоциация работников науки и техники для содействия социалистическому строительству в СССР (ВАРНИТСО) — организация, созданная в октябре 1927 года. Официально инициаторами были известные деятели советской науки и техники: патологоанатом А. И. Абрикосов, гидростроитель И. Г. Александров, биохимики А. Н. Бах, Б. И. Збарский, А. И. Опарин, А. В. Палладин, биологи Н. Ф. Гамалея, Н. К. Кольцов, физико-химик Н. С. Курнаков, учёный в области горного дела А. А. Скочинский и др.
Цель организации: объединение деятелей науки и техники для сознательного участия в социалистическом строительстве, преодоление аполитичности и нейтрализма в среде интеллигенции, усвоения марксистско-ленинских постулатов. В феврале 1928 года Совнарком СССР утвердил устав ВАРНИТСО.
В марте 1928 года организационно оформлено Украинское общество работников науки и техники для содействия социалистическому строительству (УТОРНИТСО; укр. Українське товариство робітників науки і техніки для сприяння соціалістичному будівництву). Организаторы и первые члены общества: Д. Багалий, М. Барабашов, Д. Граве, Л. Громашевский, С. Гречиков, В. Маковский, Б. Николаи, Е. Опоков, М. Пакуль, А. Палладин, К. Семинский, А. Соколовский, М. И. Яворский. УТОРНИТСО занималось пропагандой научных знаний, организацией технической помощи предприятиям и сельскому хозяйству, политико-образовательной работой. При выборах в ВУАН была обязательна рекомендация УТОРНИТСО. Ассоциация имела свой печатный орган — журнал «Фронт науки и техники».
20 февраля 1929 года ответственный секретарь центрального бюро Б. И. Збарский сообщил о том, что в ВАРНИТСО было 683 члена: 450 научных и 133 технических работника.
На начало 1930-х годов ВАРНИТСО стала объектом травли и репрессий. Во 2-й половине 1930-х годов из газетных и журнальных страниц исчезли названия ВАРНИТСО (и УТОРНИТСО) — организация окончательно прекратила свою деятельность.
Издавал научные журналы 